# Tasha Inniss
Tasha Rose Inniss est une mathématicienne américaine et directrice de l'éducation et de la sensibilisation de l'industrie à l'Institute for Operations Research and the Management Sciences (INFORMS).

## Enfance et éducation
Inniss est née à la Nouvelle-Orléans et a grandi sans père. Elle s'est intéressée aux mathématiques en quatrième année et a décidé de les étudier en première année au lycée. Elle a étudié les mathématiques à l'université Xavier de Louisiane, obtenant un diplôme summa cum laude . En 1992, elle a été répertoriée dans le Who's Who Among Colleges and Universities pour ses réalisations académiques. Elle a obtenu une maîtrise en mathématiques appliquées du Georgia Institute of Technology.
Elle a déménagé à l'université du Maryland pour son doctorat, financé par la Fondation David-et-Lucile-Packard,,,. En 2000, Inniss est devenue la première femme afro-américaine à obtenir un doctorat de l'université du Maryland, avec Sherry Scott et Kimberly Weems (en). Sa thèse portait sur les modèles stochastiques pour l'estimation des distributions de la capacité d'arrivée des aéroports. Elle faisait partie du National Center of Excellence for Aviation Operators (en) et était conseillée par Michael Owen Ball,. Son frère, Enos Inniss, a également terminé son doctorat en 2000.

## Recherche et carrière
En 2001, elle a été nommée professeure Clare Boothe Luce de mathématiques à l'université Trinity Washington. Sa thèse de doctorat décrivait des méthodes de programmation pour calibrer des modèles afin d'estimer la capacité aéroportuaire. Elle reste consultante pour la Federal Aviation Administration.
Elle a rejoint le département de mathématiques du Spelman College (en) en 2005 en tant que professeure adjointe,,.
Tout au long de sa carrière, elle a travaillé pour recruter, soutenir et encadrer des étudiants minoritaires sous-représentés,,,. Elle a dirigé un projet de la Fondation nationale pour la science qui cherchait à « augmenter la qualité et la quantité des minorités sous-représentées qui s'inscrivent et obtiennent des diplômes de doctorat ». Elle a contribué au programme de la Fondation EDGE (Enhancing Diversity in Graduate Education).
En 2017, elle rejoint l'Institute for Operations Research and the Management Sciences en tant que Directrice de la Formation.
Le travail d'Inniss lui a valu d'être reconnue par Mathematically Gifted & Black (en) en tant que lauréate du Mois de l'histoire des Noirs 2017.

## Distinctions

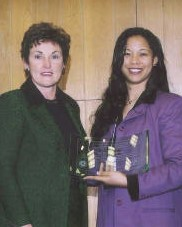
Jane Garvey (à gauche) remet à Tasha Inniss un FAA Student-of-the-Year award en 2002.

- 2002 : FAA Student-of-the-Year award.